# Martí Vigo del Arco
Martí Vigo del Arco (Sesué, provincia de Huesca, 22 de diciembre de 1997) es un ciclista y exesquiador de fondo español que llegó a participar en los Juegos Olímpicos de Pyeongchang 2018.
Desde 2021 hasta 2022 corrió para el equipo Drone Hopper-Androni Giocattoli.

## Biografía
Comenzó a practicar deporte a los tres años en Llanos del Hospital, Huesca. En 2014, 2016 y 2017 participó en los campeonatos del Mundo Júnior, consiguiendo en su última participación un 14.º puesto en la prueba de 10 kilómetros. Este resultado le valió para adjudicarse el premio Carolina Ruiz, otorgado por la Federación Española al mejor deportista con proyección.
Su primera aparición en la Copa del Mundo fue en 2018 en Dresde, finalizando en el puesto 67 y en el 22.º por equipos.
En 2020 empezó a competir en ciclismo en algunas carreras nacionales de categoría amateur. Su rendimiento en entrenamientos y competición llamó la atención del equipo Androni Giocattoli-Sidermec con el que firmó un contrato de dos años, dando así el salto al profesionalismo en 2021. Pasadas esas dos temporadas decidió dejar la ruta para competir en la disciplina de grava.

## Resultados en los Juegos Olímpicos
| Año  | Fecha                 | Lugar                     | Disciplina              | Posición |
| ---- | --------------------- | ------------------------- | ----------------------- | -------- |
| 2018 | 16 de febrero de 2018 | Pieonchang, Corea del Sur | 15 km                   | Ab.      |
| 2018 | 21 de febrero de 2018 | Pieonchang, Corea del Sur | Velocidad por equipo EL | 19.º     |